# Marguzor
Marguzor (in tagiko Марғузор, Marǧuzor; anche Marjzār, Marγuzār; in russo Маргузор, Marguzor) è il sesto dei Sette Laghi (Ҳафткӯл, Haftkɵl), una serie di laghi di montagna di sbarramento naturale che segnano il confine ovest dei monti Fan e sono situati nella parte occidentale del Pamir-Alaj. Si trovano in Tagikistan, nel distretto di Panjakent della regione di Suƣd.
Marguzor è il sesto lago di fila, contando dal basso verso l'alto, lungo la gola del fiume Shing, e si trova a un'altezza di 2139 m s.l.m. La sua lunghezza è di 4,5 km, la profondità di 45 m. La superficie totale del lago è di 1,16 km². È il lago più grande ed è considerato il più bello, ha un colore blu chiaro. Attorno al lago sorge l'omonimo villaggio.
I laghi vengono indicati semplicemente con il loro numero, da uno a sette, ma hanno anche nomi individuali: Nežegon, Soja, Ҳušër, Nofin, Churdak, Marǧuzor e Hazārčašma.